# Judengasse 9 (Nördlingen)

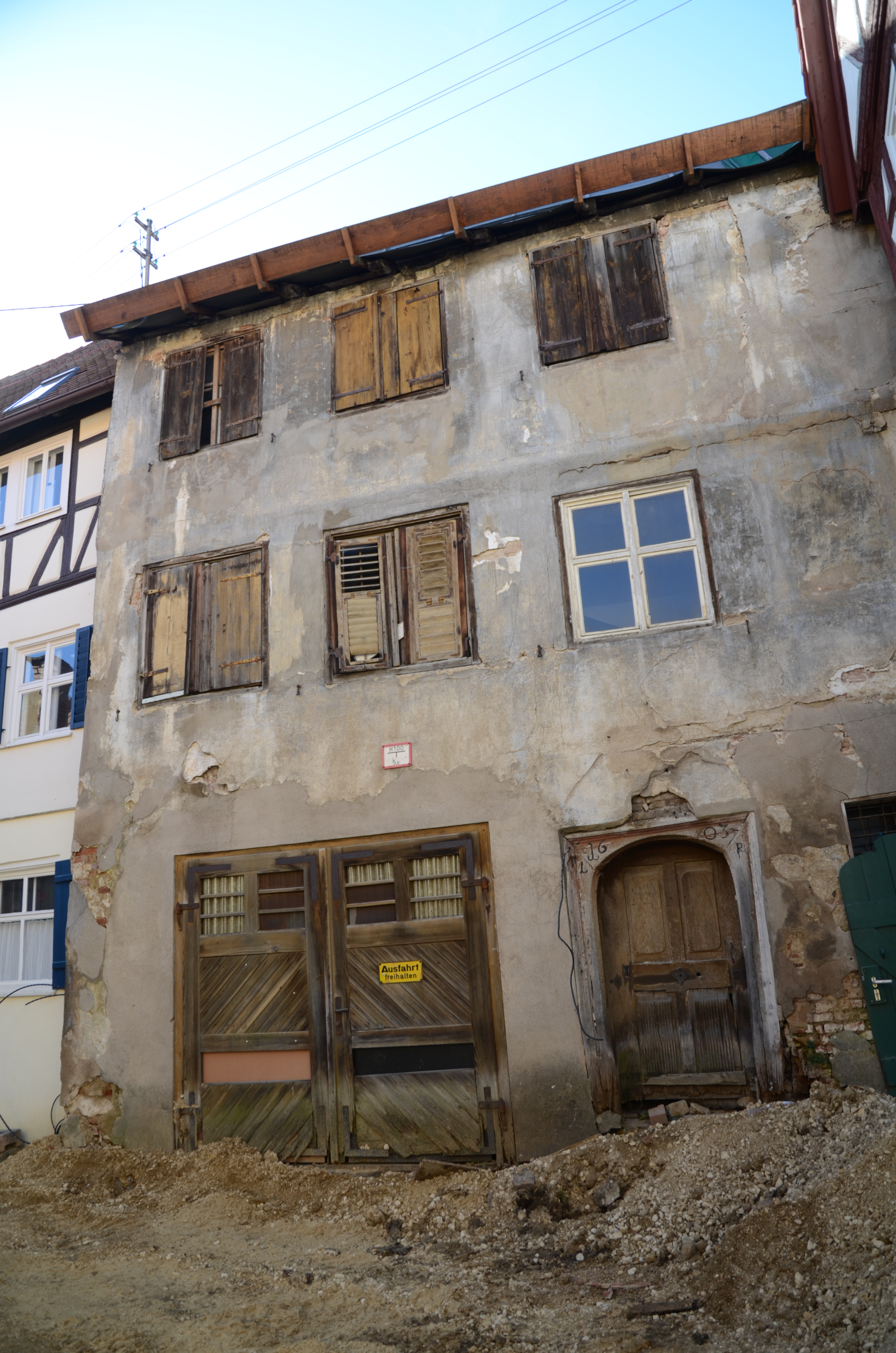
Fachwerkhaus Judengasse 9 in Nördlingen (2012)

Das Gebäude Judengasse 9 in Nördlingen, einer Stadt im schwäbischen Landkreis Donau-Ries in Bayern, wurde 1603 errichtet. Das Fachwerkhaus in der Judengasse ist ein geschütztes Baudenkmal.
Das dreigeschossige traufständige Bürgerhaus mit Satteldach hat ein rundbogiges Türgerüst aus Holz, das mit der Jahreszahl 1603 und den Initialen LR bezeichnet ist.